# 2016年加利福尼亞州67號提案
67號提案（英語：Proposition 67，專有名詞縮寫），是美國加利福尼亞州於2016年11月8日通過的一次公投，提案訴求店家不得提供免費塑膠袋（Plastic shopping bag）或紙袋給顧客，但可提供付費環保袋、再生紙袋做為替代方案。

## 關聯條目
- 2016年加利福尼亞州65號提案